# Années 800 av. J.-C.
Les années 800 av. J.-C. couvrent les années de 809 av. J.-C. à 800 av. J.-C.

## Événements

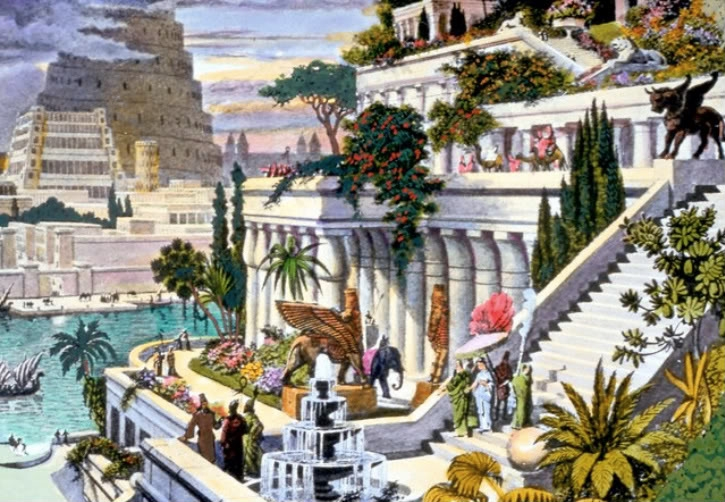
Les Jardins suspendus de Babylone, gravure du XVIe siècle par l'artiste néerlandais Maarten van Heemskerck

- 810-783 av. J.-C. : règne de Adad-Nirari III, roi d’Assyrie. Régence de Sammuramat (Sémiramis), femme de Shamshi-Adad V pendant la minorité d’Adad-nirari III (fin en 781 av. J.-C.)[1]. La tradition attribue à la reine Sémiramis la réalisation des jardins suspendus de Babylone, une des Sept Merveilles du monde antique. Cependant, ces jardins datent fort probablement du règne de Nabuchodonosor II, postérieur de plus de deux siècles.
- 806 av. J.-C. : règne de Ben-Hadad III, roi de Damas[1]. Les dissensions entre Hama et Damas affaiblissent celle-ci qui doit payer tribut à Adad-Nirari III d’Assyrie en 805 av. J.-C..

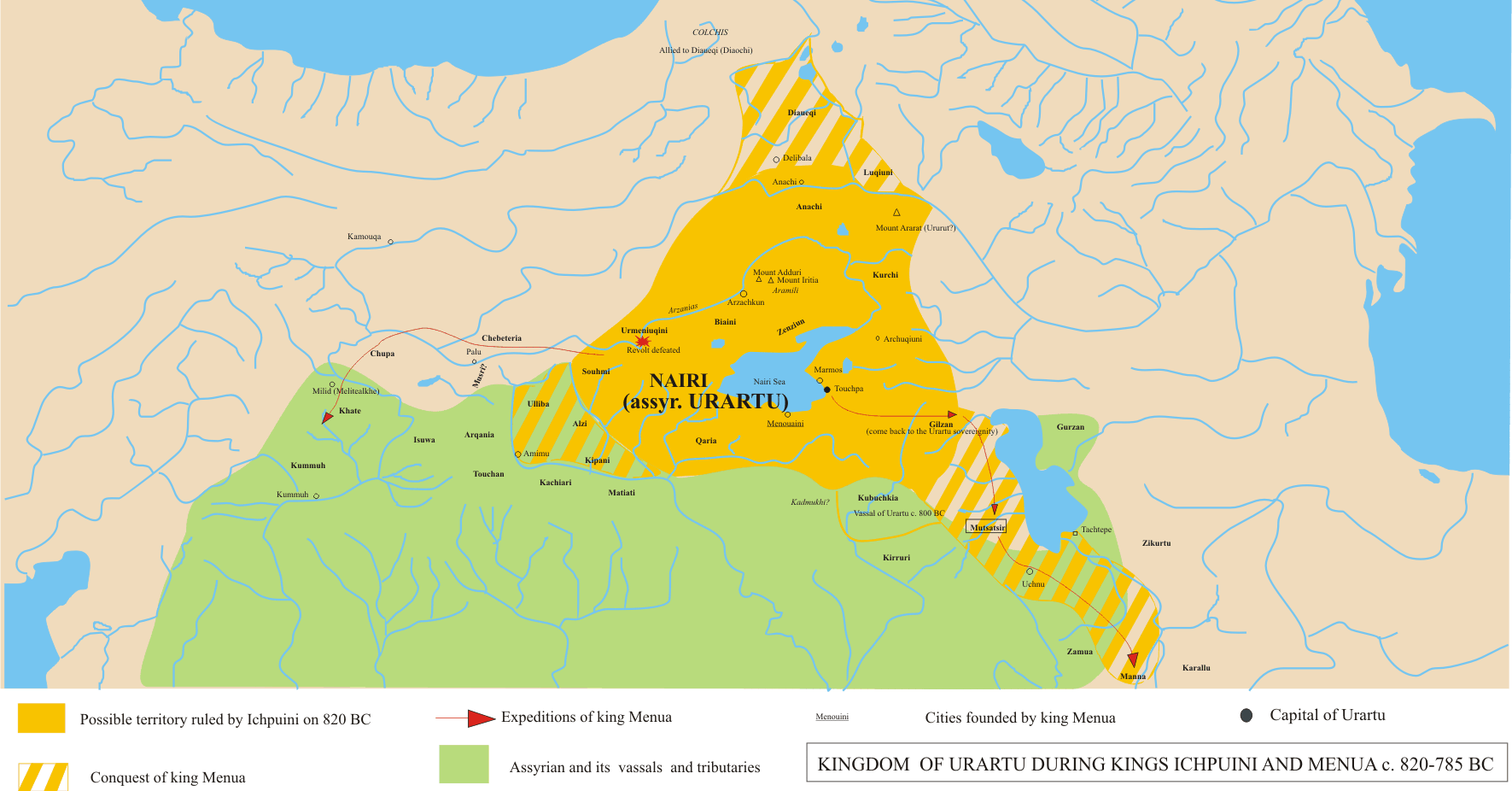
L'Urartu de 820 à 785

- 805-788 av. J.-C. : règne de Menua, roi d’Urartu[1]. Il conquiert l’Alzi, entre le haut Tigre et l’Euphrate, puis traverse ce fleuve et reçoit tribut du roi de Milid (Malatya).

- 805 av. J.-C. : Adad-Nirari III d’Assyrie franchit l’Euphrate, vainc et dépose le roi d’Arpad en Syrie du Nord. Il s’empare de Hazâzu (A’zaz, au nord-ouest d’Alep) puis atteint la Méditerranée et reçoit tribut des Phéniciens[1].